# スホーイ・スーパージェット100の墜落事故
スホーイ・スーパージェット100の墜落事故（スホーイ・スーパージェット100のついらくじこ）とは、2012年5月9日にデモフライトを行っていたスホーイ・スーパージェット100(SSJ-100)が西ジャワ州ボゴールのサラク山に墜落した事故である。乗員乗客45名全員が死亡した。この機体には、各国の主要航空会社の代表者やスホーイ社の社員も搭乗していた。
その後の調査により、機長を含む操縦士全員が飛行する地域の地形を理解しておらず、対地接近警報装置を無視して警報システムの誤作動だと考えたことが事故原因だと結論付けられた。さらに、ボイスレコーダーの解析により操縦士が当時コックピットにいた見込み客との会話に夢中になっていたことも明らかとなった。

## 概要

### 事故機
- 使用機材：スーパージェット100-95B
  - 製造番号：95004
  - 機体記号：97004[8]
  - 製造年：2009年[9]

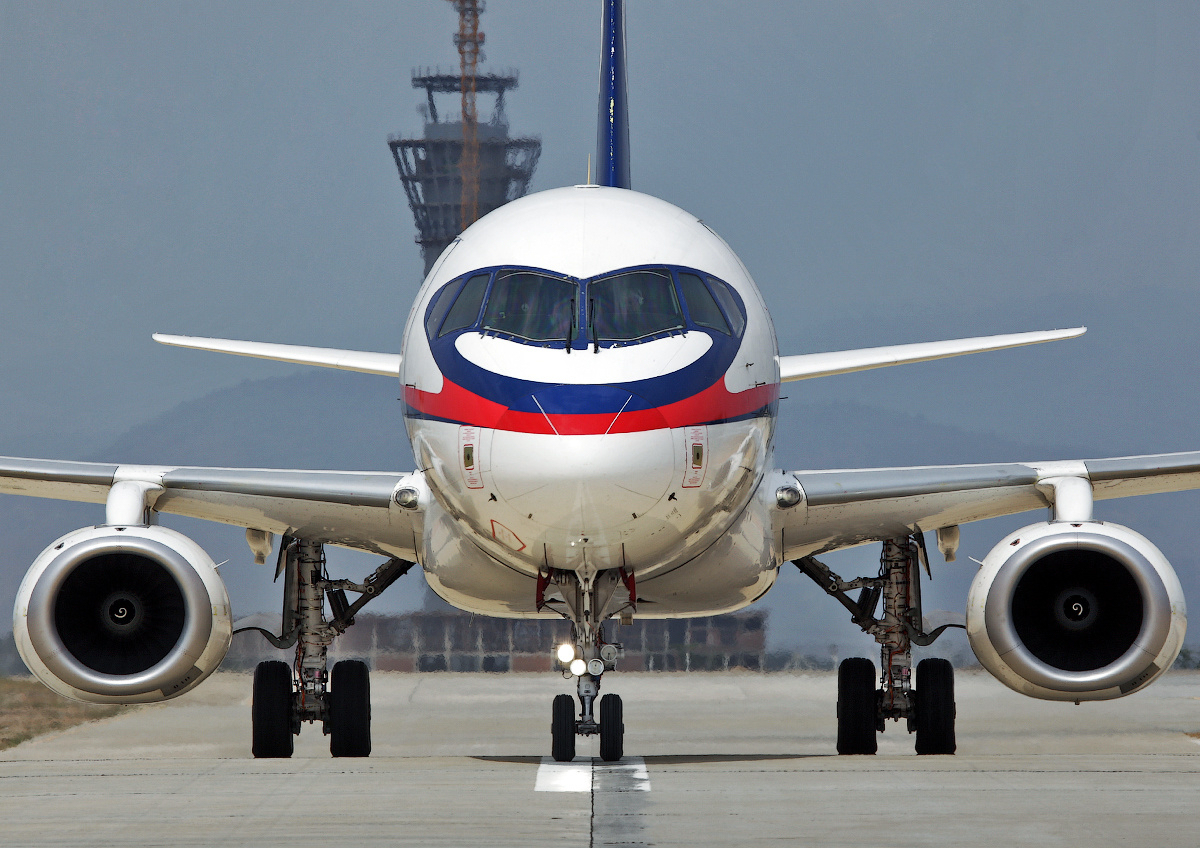
墜落の2日前にネピドー国際空港で撮影された事故機

スホーイ・スーパージェット100は1991年にソ連が崩壊した後に、ロシアが初めて製造した民間旅客機である。

### 搭乗者
| 国籍           | 乗客 | 乗員 | 合計 |
| -------------- | ---- | ---- | ---- |
| インドネシア   | 35   | -    | 35   |
| ロシア         | -    | 8    | 8    |
| アメリカ合衆国 | 1    | -    | 1    |
| フランス       | 1    | -    | 1    |
| 合計           | 37   | 8    | 45   |

- 機長：アレクサンダー・ヤブロンツェフ (57) - 2003年11月1日から8年6ヶ月勤務していたスホーイのチーフテストパイロット。ツポレフ、ヤコヴレフ、ボーイングやエアバスも操縦していた。2011年8月25日よりSSJ-100の機長となり、総飛行時間は10,347時間、その内SSJ-100は1,348時間[14]。
- 副操縦士：アレクサンダー・コチェットコフ (44) - 2010年1月22日から2年3ヶ月勤務していたスホーイのテストパイロット。2011年6月15日よりSSJ-100の副操縦士となり、総飛行時間は3,318時間、その内SSJ-100は625時間[14]。
- ナビゲーター：オレグ・シベツォーフ (51) - 2006年4月19日から6年1ヶ月勤務していたスホーイのテストパイロット。2011年7月6日にSSJ-100のナビゲーターとなり、総飛行時間は3,533時間、その内SSJ-100は485時間[14]。
- フライトエンジニア：デニス・ラキモフ (34)[14]

### デモフライト
事故が起きた日のデモフライトは、カザフスタン、ミャンマー、パキスタン、インドネシア、ラオス、ベトナムの六ヵ国を周るアジアツアーの一環で、インドネシアを訪問した後は、ラオスとベトナムに向かう予定だった。事故発生時には、スホーイ社は世界中で170機のオーダーがあり、内42機はインドネシアからだった。そしてスホーイ社は、およそ1000機近くのスーパージェットを製造しようと考えていた。

### サラク山

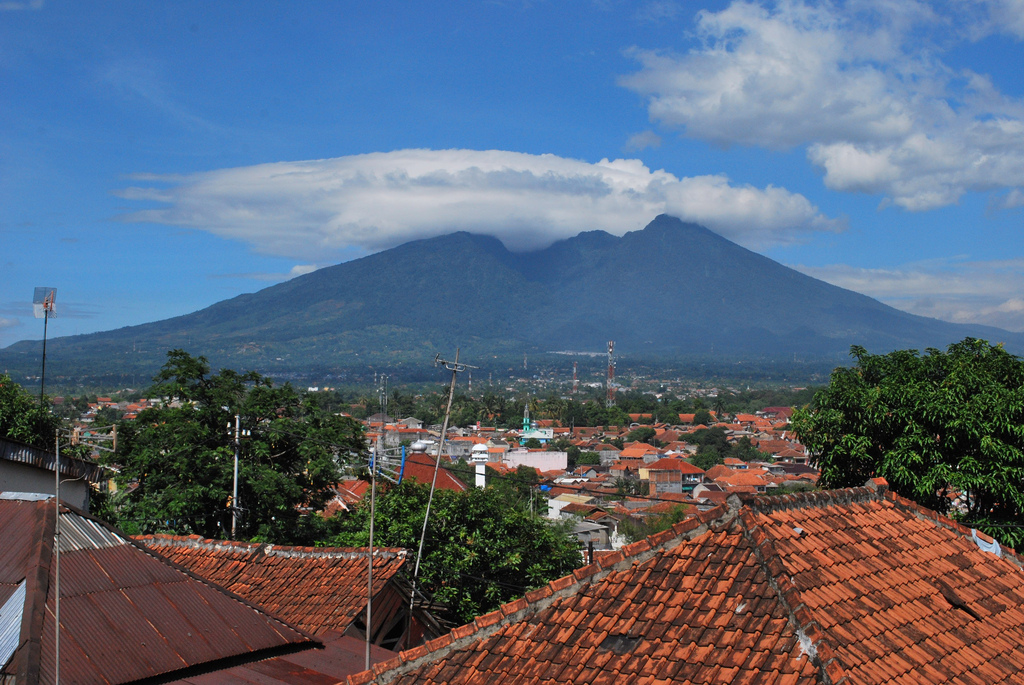
ボゴール方面から見たサラク山

サラク山には以前から航空事故が後を絶たず、2002年から2012年までの10年間で7回事故が起きていた。SSJ-100が墜落する少し前にも訓練機が墜落し3人が死亡している。2008年にはインドネシア空軍機が墜落し18人が死亡した。2004年6月に5人、2004年4月に2人、2003年10月に7人、2002年10月に1人が墜落事故で死亡している。
ジャカルタ・ポストは墜落事故の多さからサラク山を「飛行機の墓地(an airplane graveyard)」と名付けた。山岳地帯の乱気流と急激に変化する気象条件は、この地域で起きる多くの墜落事故の原因となっている。

## 墜落

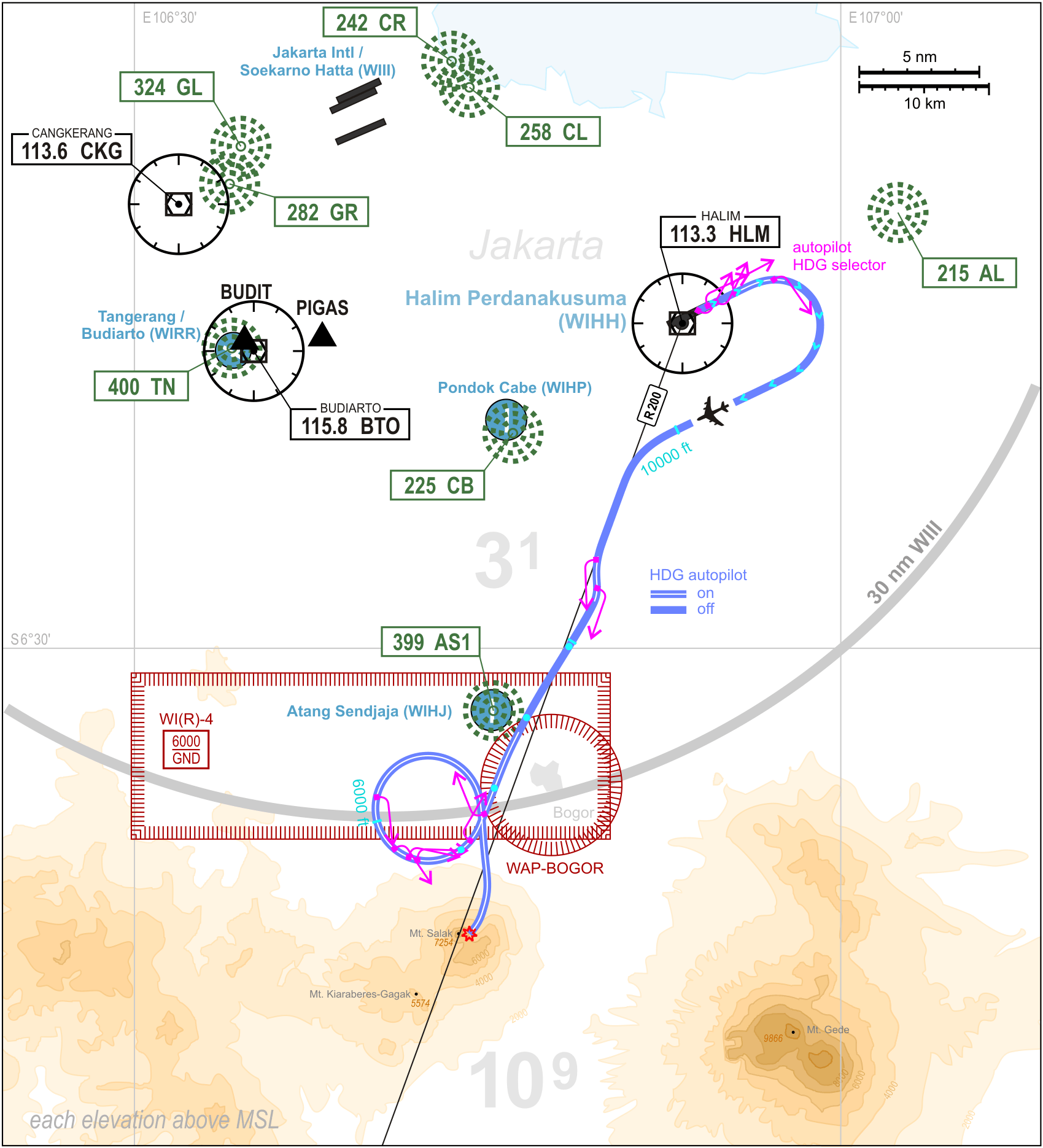

SSJ-100は現地時間14時00分 (7時00分UTC)にハリム・ペルダナクスマ国際空港を離陸し、デモフライトを行って出発空港に戻る予定だった。デモフライトはこの日2度目で、乗員6名とスホーイの代表者2名、乗客37名が搭乗していた。乗客の多くはアヴィアスター、バタビア航空、ペリタ・エア、スリウィジャヤ航空から来た代表者だった。14時21分 (7時21分UTC)、理由は不明だがパイロットは10,000フィート (3,000 m)から6,000フィート (1,800 m)に降下することをリクエストし、管制官は許可を出した。これが管制との最後の交信となった。 そこはジャカルタから南へ75海里 (139 km)にある高さ7,254フィート (2,211 m)のサラク山の近くで、それは要求された飛行レベルよりも高い山だった。同機は14時33分（07時33分UTC）にサラク山に墜落し、45人全員が死亡した。
アビエーション・ヘラルドのサイモン・フラデツキー氏は次のように報告している。

航空管制官は英語での交信の際、特に言語上の問題はなかったと報告しています。パイロットが右旋回と降下をリクエストしたときはボゴール上空、サラク山の山頂から北東に13海里 (24 km)の地点でした。リクエストを拒否する理由もないため、管制官は許可を出したが、その後航空機からの応答はありませんでした。右旋回後の方位210°のままサラク山に墜落したのかは不明ですが、ATCはブラックボックスが航空機の辿った道のりを説明してくれることを望んでいます。またすでにフライトプラン、レーダーデータ、ATC記録、管制官へのインタビューの写しを含む全てのデータは、インドネシア国家運輸安全委員会 (NTSC)に引き渡されています。

5月10日 9時00分 (2時00分)、サラク山でスホーイ・スーパージェット100の残骸が発見された。機体は墜落直前にジャカルタに向かって山を時計回りに飛行していたことが分かった。予備調査報告書では機体は6,270フィート (1,910 m)の高さの崖に激突した後、5,200フィート (1,600 m)の地点まで斜面を滑り落ちたとされた。現場には航空機ではアクセスできず、救助隊はその日の夜になっても墜落現場に辿り着くことができなかった。

## 事故調査

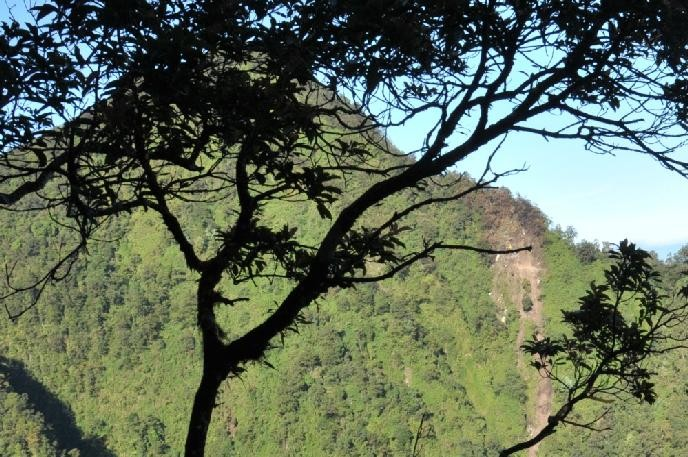
事故機の衝突した跡が残るサラク山

事故翌日、ドミートリー・メドヴェージェフ首相は事故調査のため、ロシア産業貿易省のユリーイ・スルーザー率いる事故調査委員会を発足させた。インドネシア国家運輸安全委員会 (NTSC)によると墜落原因特定には最大でも12ヶ月かかるとされた。2012年5月12日、機体尾翼部から約200mの地点でコックピットボイスレコーダーが発見され、同年5月31日には、フライトデータレコーダーが発見された。
最終報告書は2012年12月18日に発表され、事故に繋がったとされる原因は全てヒューマンエラーによるものだと結論付けられた。詳細は以下の通り。
- 航空機の対地接近警報装置システムは正常に機能しており、墜落直前にも操縦士らに警告を発していた。しかし、厚い雲で覆われて視界を遮られているのにもかかわらず警報は誤作動だと考え、警報システムをオフにしたこと[6]。
- コックピット内にいた顧客との会話で注意散漫になり、機体が危険な状態に陥っていることに気が付かなかったこと[7][29]。
- 管制官が持っていたストリップには事故機がスホーイ社の軍用機を示すSu-30と登録されており、SSJ-100が旅客機ではなく軍用機だと誤解するようなラベルが付けられていた。SSJ-100の飛行経路上には軍の飛行訓練空域があり、管制官はそこに向かっていると考えた。それにより、管制官はSSJ-100に6,000フィートへの降下許可を出してしまい、本来なら旅客機が飛行するはずのない低高度で飛行してしまったこと[28][30]。
- 操縦士らが行う飛行前のブリーフィングで地上職員からボゴール周辺の地形に関することが議論されなかったこと[28][31]。
- 操縦士らが持っていた航空チャートにはボゴール周辺の地形が詳しく載っておらず、墜落現場となったサラク山も記載がなかったこと[28][32]。

## 映像化
- メーデー!:航空機事故の真実と真相 第16シーズン第5話「Deadly Display」